# Renault 18 CV

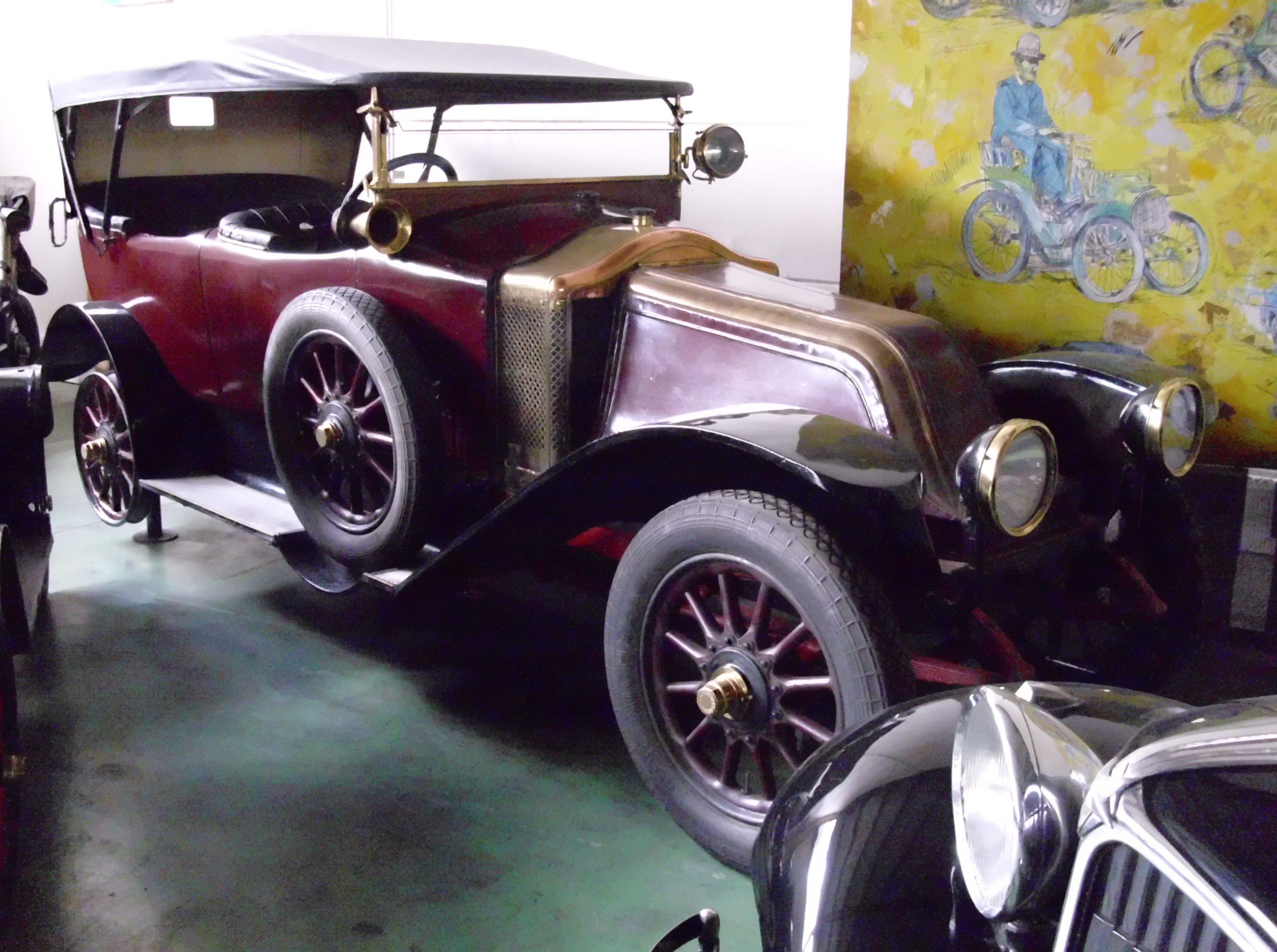
Renault Type HG

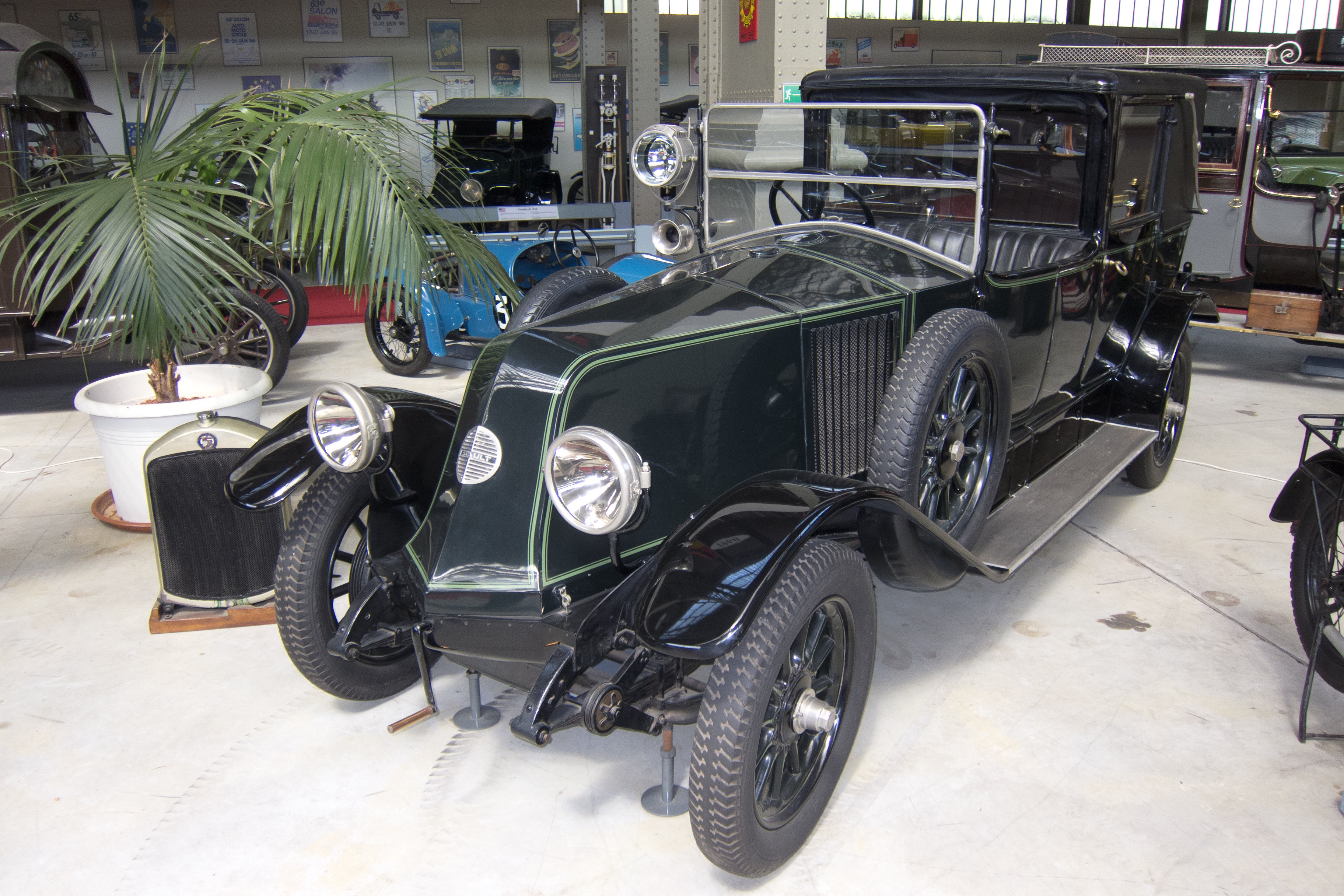
Renault Type MG

Der Renault 18 CV war eine Pkw-Modellreihe des französischen Automobilherstellers Renault aus der Zeit vor dem Zweiten Weltkrieg. Dabei stand das CV für die Steuer-PS. Zu dieser Modellreihe gehörten:
- Renault Type J (1902)
- Renault Type BF (1909–1910)
- Renault Type CD (1910–1912)
- Renault Type ED (1913–1914)
- Renault Type FE (1917–1918)
- Renault Type FS (1919–1920)
- Renault Type GR (1919–1921)
- Renault Type GV (1920)
- Renault Type HG (1920–1921)
- Renault Type IQ (1921–1922)
- Renault Type JS (1921–1923)
- Renault Type JY (1922–1924)
- Renault Type KD (1923)
- Renault Type MG (1923–1926)